# Folau Fainga'a
Pour les articles homonymes, voir Fainga'a.

a Compétitions nationales et continentales officielles uniquement.

b Matchs officiels uniquement.
Dernière mise à jour le 24 avril 2025.
Folau Fainga'a, né le 5 mai 1995 à Sydney (Australie), est un joueur de rugby à XV international australien évoluant au poste de talonneur. Il évolue avec le club de l'ASM Clermont Auvergne en Top 14 depuis 2023.
Il est le cousin de l'ancien international australien à sept Chris Siale, passé par le club de Tarbes entre 2008 et 2015. Il n'a en revanche aucun lien de parenté avec les internationaux australiens Anthony et Saia Fainga'a.

## Carrière

### En club

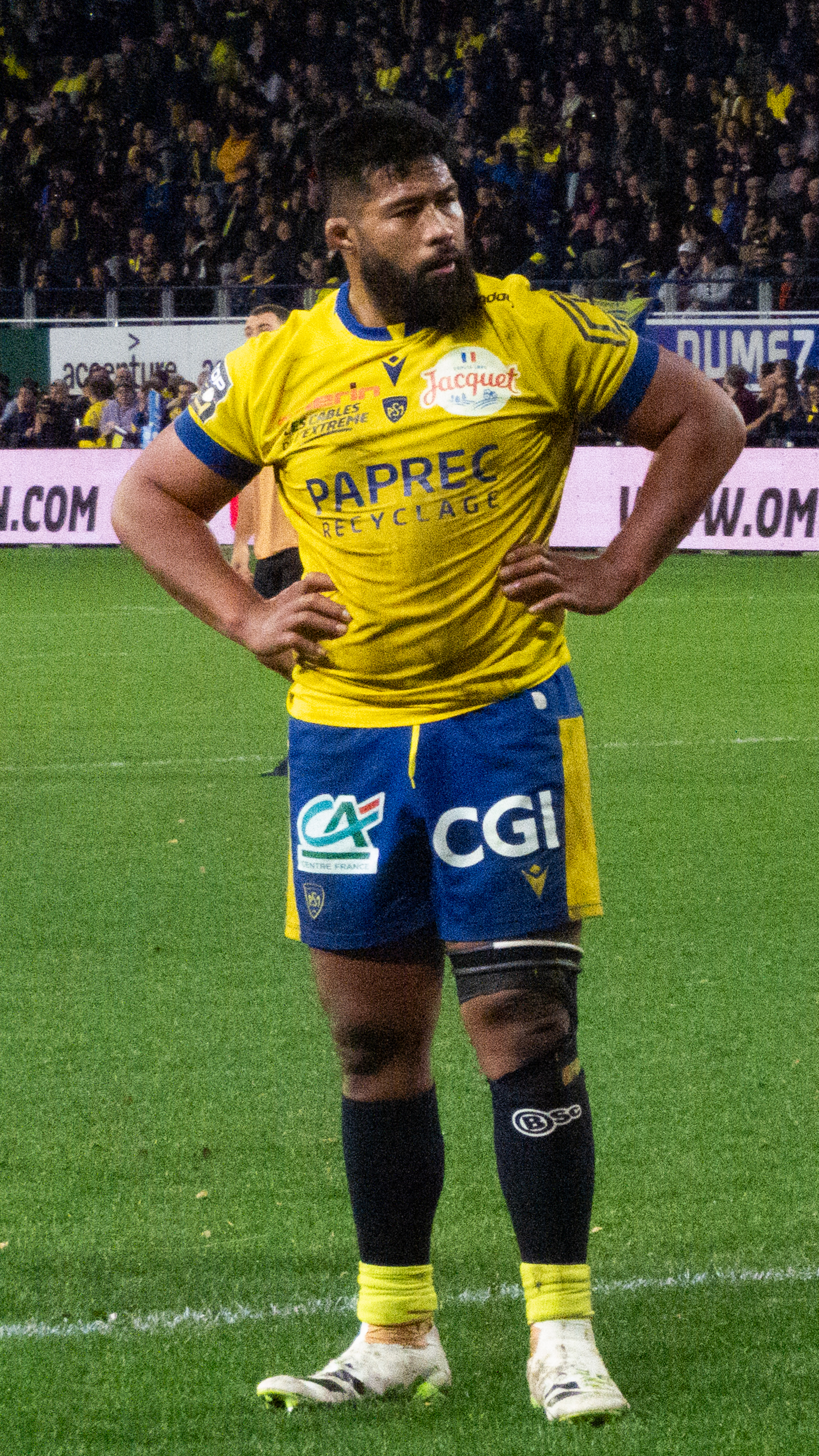
Folau Fainga'a sous le maillot clermontois, pendant la saison 2023-2024.

Folau Fainga'a commence sa carrière avec le club de Sydney University qui dispute le Shute Shield (championnat de la région de Sydney). Il également retenu dans l'effectif des Sydney Stars pour disputer le NRC pour les saisons 2014 et 2015, mais ne joue aucun match.
Lors de la saison 2016 de Super Rugby, il est appelé en renfort par les Waratahs, qui font face à de nombreuses blessures au poste de talonneur, mais n'est finalement pas utilisé en match,. En NRC, après la disparition des Sydney Stars, il rejoint les NSW Country Eagles en 2016 pour une saison (5 matchs), avant de jouer pour les Canberra Vikings à partir de 2017.
Il signe ensuite un contrat d'un an avec la franchise des Brumbies pour la saison 2018 de Super Rugby. Il fait ses débuts en Super Rugby le 9 mars 2018 contre les Melbourne Rebels. Profitant de la blessure du titulaire habituel Josh Mann-Rea, il s'impose dès sa première saison comme le titulaire du poste, et se fait remarquer par son dynamisme et sa puissance ballon en main,. En avril 2018, il prolonge son contrat pour deux saisons supplémentaires,. Lors de la saison 2019, il se montre particulièrement prolifique pour son poste en inscrivant douze essais en dix-sept matchs,. La saison suivante, il est un élément important de l'équipe des Brumbies qui remportent le Super Rugby AU lors de la saison 2020, inscrivant notamment cinq essais en huit rencontres, dont un en finale contre les Reds.
Pour la saison 2023 de Super Rugby, il change de franchise et signe pour la Western Force.
Le 1er janvier 2023, l'ASM Clermont annonce son arrivée pour un contrat de deux saisons plus une en option, à partir de la saison 2023-2024.

### En équipe nationale
Folau Fainga'a joue avec l'équipe d'Australie des moins de 20 ans lors du championnat du monde junior 2015.
En octobre 2017, alors qu'il n'a disputé encore aucun match de Super Rugby, il est sélectionné en tant que « apprenti » avec les Wallabies par le sélectionneur Michael Cheika, afin de participer aux entraînements et préparer la succession de l'emblématique Stephen Moore.
Il est rappelé en sélection au mois de mai 2018, en tant que membre à part entière cette fois, afin de préparer la tournée d'été et le Rugby Championship. Il obtient sa première cape internationale avec l'équipe d'Australie le 25 août 2018 à l’occasion d’un match contre l'équipe de Nouvelle-Zélande à Auckland,.
En août 2019, il est sélectionné dans le groupe australien pour disputer la Coupe du monde au Japon

## Palmarès
- Vainqueur du Super Rugby AU avec les Brumbies en 2020

## Statistiques
Au 24 avril 2025, Folau Fainga'a compte 38 capes en équipe d'Australie, dont 21 en tant que titulaire, depuis le 25 août 2018 contre l'équipe de Nouvelle-Zélande à Auckland. Il inscrit 7 essais, 35 points.
Il participe à cinq éditions du Rugby Championship, en 2018, 2019, 2020, 2021 et 2022. Il dispute 21 rencontres dans cette compétition et inscrit 4 essais.